# Ennio Marzocchini
Ennio Marzocchini (* 14. Dezember 1942 in Empoli; † 19. August 2011 in Florenz) war ein italienischer Regisseur.

## Leben
Nach Anfängen in der Telekommunikation schloss Marzocchini ein Studium der Literaturwissenschaften ab und diplomierte im Regiefach am Centro Sperimentale di Cinematografia. 1969 begann er als Kameraassistent beim Film und wirkte bis 1973 in verschiedenen Funktionen, so als Schnittsekretär und Regieassistent. 1973 debütierte er als Regisseur mit einem Kurzfilm und einer dokumentarischen Arbeit. 1979 gründete er die Filmkooperative „Kes Film“ und legte nun Werke vor, die kleineren Cineastenkreisen vorbehalten waren, aber an zahlreichen Festivals teilnahmen. Daneben war Marzocchini ab 1971 bei der RAI beschäftigt und gründete 1978 in Empoli den Sender Antenna 5, den er drei Jahre lang leitete. Auch als Werbefilmer, Autor und Universitätsdozent war er tätig.

## Filmografie (Auswahl)
- 1983: Scoop
- 1995: Empoli – film in rosso e nero 1921 (auch Darsteller)